# Nowokuibyschewsk
Nowokuibyschewsk (russisch Новоку́йбышевск) ist eine Großstadt mit 108.438 Einwohnern (Stand 14. Oktober 2010) in Russland, in der Oblast Samara. Gelegentlich wird inoffiziell auch der Name Nowaja Samara (russisch Но́вая Сама́ра) verwendet.

## Geographie
Nowokuibyschewsk liegt in Zentralrussland, nahe dem linken Ufer der Wolga und rund 20 km südwestlich der Oblasthauptstadt Samara. Zusammen mit acht kleineren Ortschaften (zwei Dörfer und sechs Siedlungen) bildet die eigentliche Stadt Nowokuibyschewsk die territoriale Einheit „Kreisfreie Stadt Nowokuibyschewsk“ (russisch Городско́й о́круг Новокуйбышевск).
Die nächstgelegenen Städte sind Samara sowie das 18 km südwestlich von Nowokuibyschewsk gelegene Tschapajewsk.

## Geschichte
Nowokuibyschewsk wurde als Industrieort sowie Wohnsiedlung für das benachbarte Samara, das damals nach dem Politiker Walerian Kuibyschew Kuibyschew (russisch Ку́йбышев) hieß, gegründet. Die Anfänge der Stadt datieren in das Jahr 1946, als mit dem Bau der Nowokuibyschewer Erdölraffinerie begonnen wurde. Ursprünglich nur als kleine Arbeitersiedlung geplant, wuchs der Ort aufgrund seiner verkehrstechnisch günstigen Lage immer weiter an. 1952 bekam er dann die Stadtrechte zugesprochen und überschritt Mitte der 1960er-Jahre die Großstadtmarke von 100.000 Einwohnern. 1992 wurde die Siedlung Majak (russisch Мая́к) nach Nowokuibyschewsk eingemeindet.

### Bevölkerungsentwicklung
| Jahr | Einwohner |
| ---- | --------- |
| 1959 | 62.755    |
| 1970 | 103.707   |
| 1979 | 109.029   |
| 1989 | 112.987   |
| 2002 | 112.973   |
| 2010 | 108.438   |

Anmerkung: Volkszählungsdaten

## Wirtschaft und Verkehr

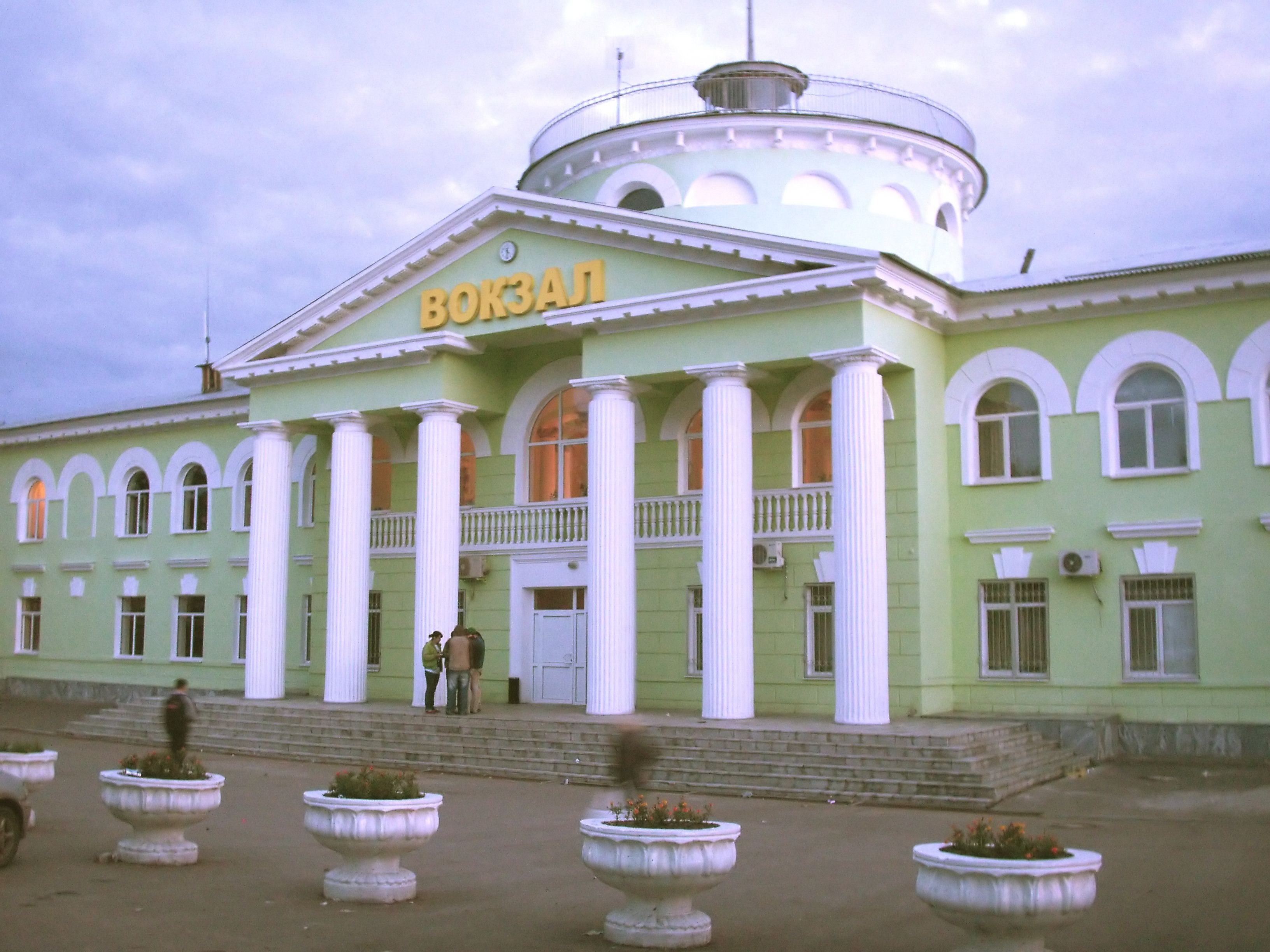
Der Bahnhof von Nowokuibyschewsk

Nowokuibyschewsk ist eine Industriestadt, in der Erdölverarbeitung und chemische Industrie die wichtigste Rolle für die Wirtschaft spielen. Die von Rosneft betriebene Erdölraffinerie mit einer Jahreskapazität von 8,8 Millionen Tonnen gehört zu den bedeutendsten der Region. Darüber hinaus gibt es hier eine Pipelineröhrenfabrik, zwei Heizkraftwerke sowie mehrere Betriebe aus dem Bereich der Leicht- und der Nahrungsmittelindustrie. Die Vielzahl der schadstoffintensiven Industriebetriebe auf relativ engem Raum bedingt in Nowokuibyschewsk ein auch für russische Verhältnisse hohes Niveau an Luftverschmutzung.
Die Hauptverkehrsverbindungen der Stadt gehen vom benachbarten Samara aus, wo es unter anderem einen Anschluss an die Fernstraße M5, einen Binnenhafen sowie einen internationalen Flughafen gibt. Nowokuibyschewsk hat zusätzlich einen eigenen Bahnhof mit Verbindungen unter anderem nach Samara, Tschapajewsk und Sysran.

## Söhne und Töchter der Stadt
- Natalja Achrimenko (1955–2025), Kugelstoßerin
- Michail Nitschepurenko (* 1955), Hockeyspieler
- Wladimir Malosemlin (* 1956), Mittelstreckenläufer
- Oleg Saitow (* 1974), Boxer
- Wladimir Proworow (* 1978), lutherischer Theologe
- Inga Abitowa (* 1982), Langstreckenläuferin
- Alexander Abrossimow (* 1983), Volleyballspieler